# 東海大学付属自由ヶ丘幼稚園
認定こども園 東海大学付属自由ケ丘幼稚園（にんていこどもえん とうかいだいがくふぞくじゆうがおかようちえん）は、福岡県宗像市にある幼稚園。

## 概要
東海大学付属福岡高等学校に隣接している。東海大学付属福岡高等学校との交流が盛んである。
この幼稚園は「幼保連携型」という幼稚園と保育園の両方の役割を持ち合わせている。
幼児期に必要なものを発達段階に応じ、豊富な遊びを通じて「心情・意欲・態度」を育むことを目標にしている。

## 沿革
主としてホームページ内の「幼稚園の紹介」ページ内にある「沿革」を参照
- 1973年
  - 6月 - 学校法人東海福岡学園により東海大学福岡校舎[3]2号館にて「東海学園自由ケ丘幼稚園」として開園
  - 7月 - 移転。第1回入園式を挙行
- 1983年
  - 4月 - 東海大学附属自由ケ丘幼稚園と改称
  - 11月 - 創立10周年記念式典
- 1993年11月 - 創立20周年記念式典を挙行
- 1996年4月 - 東海大学付属自由ケ丘幼稚園と改称
- 1997年1月 - 移転
- 2003年12月 - 創立30周年記念式典を挙行
- 2013年12月 - 創立40周年記念式典を挙行
- 2016年
  - 3月 - 法的に幼稚園として廃止
  - 4月 - 幼保連携型認定こども園に移行